# H.C. Koefoed
Hans Christian Koefoed (16. juli 1849 på Soldatergaarden, Bornholm, død 5. november 1921 på Skt. Hans Hospital ved Roskilde) var en dansk maler. 
Koefoed uddannede sig fra 1869 til figurmaler i København. Han var påvirket af Frederik Vermehrens og Carl Blochs figurstil og kolorit. Koefoed hørte til kredsen omkring Laurits Tuxen, men fik ikke lejlighed til i 1870erne at uddanne sig i udlandet som flere af kammeraterne. Det moderne gennembrud var allerede en kendsgerning, da Koefoed nogle år senere søgte Bonnats skole, og han formåede ikke som sine jævnaldrende at befri sig for traditionens udtryksform. Koefoed malede siden portrætter og landskaber på Bornholm, ved Lynæs og på Nivåegnen. 